# محمود عبدالعزیز
محمود عبد العزیز (عربی: محمود عبد العزیز؛ زادهٔ ۴ ژوئن ۱۹۴۶ - درگذشته ۱۲ نوامبر ۲۰۱۶) یک هنرپیشه اهل مصر بود. محمود عبد العزیز در ۱۲ نوامبر ۲۰۱۶ در سن ۷۰ سالگی درگذشت. 

## زندگی‌نامه
محمود عبد العزیز در یک خانواده متوسط در وردیان، محله‌ای در اسکندریه مصر به دنیا آمد. اگرچه او در دانشگاه اسکندریه در حال تحصیل علوم کشاورزی بود، اما بازیگری را در تئاتر دانشگاه تحصیل کرده و دنبال می‌کرد. 